# 張俊雄
張 俊雄（ちょう しゅんゆう、1938年〈昭和13年〉3月23日 - ）は、中華民国（台湾）の政治家（民主進歩党所属）。元行政院長（首相）、海峡交流基金会理事長。

## 経歴

### 政界進出まで
嘉義高級中学を卒業後、国立台湾大学法学部に入学。在学中に国際法の彭明敏教授の影響を受けた。卒業後、弁護士となり、1979年に発生した美麗島事件で高俊明の弁護を担当した。

### 立法委員時代
1983年から2000年まで立法委員を4期連続務める。1986年の民進党結成時の中心メンバーの一人でもある。なお、1994年に高雄市長選挙に立候補したが、国民党候補の呉敦義に敗れている。

### 陳水扁政権時代
2000年、「核四問題（台湾第四原子力発電所建設問題）」で陳水扁総統（当時）と対立した唐飛が行政院長を辞任したのに伴い、行政院長に就任、民進党籍で初の行政院長となった。在任中は民進党と野党の対立が激しく、2001年12月の立法委員選挙の後、行政院長を辞任した。
2005年、対中窓口機関である海峡交流基金会理事長に就任。しかし、中台対話の進展は全くなかった。
2007年に蘇貞昌行政院長辞任後、再び行政院長に就任、陳水扁の総統退任まで務めた。
| 先代唐飛 | 行政院長第17代 2000年 - 2002年 | 次代游錫堃 |

| 先代蘇貞昌 | 行政院長第21代 2007年 - 2008年 | 次代劉兆玄 |

| 先代辜振甫 | 海峡交流基金会理事長2005年 -2007年 | 次代洪奇昌 |